# Cerro Huaynarroque
Huaynarroque (en Quechua: Wayna ruqi), es un cerro (colina) situado dentro de la ciudad de Juliaca, la misma que se desarrolló en la base de éste. Se encuentra ubicado en el distrito de Juliaca, provincia de San Román, región Puno, en Perú.

## Ubicación
Ubicado en dirección sureste con respecto de la Plaza de Armas de la ciudad; sobre la cumbre del mismo, se halla el mirador Cristo Blanco (monumento a Cristo Redentor). 
Asimismo, junto al cerro Santa Cruz, es escenario de diversas festividades como: Carnaval de Juliaca (Toqoro de oro), feria de las Alasitas, Semana Santa (la población se traslada a su cima) entre otros.

## Formación
Se formó en el periodo pérmico de la era paleozoica, como depósitos sedimentarios de lo que fue el gran lago Ballivián.

## Cristo Blanco
Obra colosal plasmada en concreto armado, que representa la imagen del vigoroso redentor, con los brazos extendidos. Cuenta con una buena iluminación nocturna, que resalta un sagrado corazón púrpura y radiante.

## Constructores
Fue inaugurada en 1987, aportaron:
- Ricardo Maraza
- Narciso Borda
- Víctor H. Luján Rodriguez (artista)
- Miguel Arenas (artista)
- Agrupación de Toqoros y Pinkillos: Los Machuaychas
- FFTPSR

## Mirador Huaynarroque
Se trata de una plataforma construida en la base de la efigie del Cristo blanco donde se contempla gran parte de la ciudad de Juliaca, de la provincia y la región, y algunos elementos culturales y geográficos como:
- Laguna de Arapa
- Lago Titicaca
- Laguna de Chacas
- Carnaval de Juliaca
- Fiesta de las Alasitas
- Semana Santa
- Cerro Iquinito

Así como los diversos poblados altiplánicos.